# Alaksandr Lawonczyk
Alaksandr Alaksandrawicz Lawonczyk (błr. Аляксандр Аляксандравіч Лявончык; ur. 29 października 1998) – białoruski zapaśnik walczący w stylu klasycznym. Zajął dziewiętnaste miejsce na mistrzostwach świata w 2023.  
Piąty na mistrzostwach Europy w 2020 i 2025. 
Drugi na MŚ U-23 w 2019. Trzeci na ME U-23 w 2019. Mistrz Europy juniorów w 2018 roku.